# Monte Pagliano
Le Monte Pagliano (en dialecte des Marches,  Paliano) est une montagne s'élevant à 1 396 mètres d'altitude située dans la province de Macerata, dans le parc national des Monts Sibyllins, dans la région des Marches, en Italie centrale.

## Toponymie
Le nom « Pagliano » vient du fait que les habitants de la zone y ramassent de la paille (paglia en italien).

## Situation
Près du Monte Pagliano se trouvent la Spina di Gualdo (1 306 mètres) et les villages de Gualdo (it), et Rapegna, des frazioni de la commune de Castelsantangelo sul Nera.
Le sommet du mont Pagliano est accessible à partir de Gualdo (it) et du Punta di Valloprare (it)